# Mycoplasma bovoculi
Mycoplasma bovoculi è una specie di batterio appartenente alla famiglia delle Mycoplasmataceae.